# Trachytes
Pour le type de roche, voir Trachyte.
Genre
Trachytes est un genre d'acariens de la famille des Polyaspididae, comptant une quarantaine d'espèces.

## Systématique
Le genre Trachytes est décrit en 1894 par l'acarologue britannique Albert Davidson Michael (d) (1836-1927), à partir des descriptions précédentes de Celæno aegrota par C.L. Koch en 1841 et de Trachynotus pyriformis par Kramer en 1876, correspondant toutes deux à l'espèce Trachytes aegrota.
Ce genre est généralement classé dans la famille des Polyaspididae,,,, ; certaines sources,, le classent encore dans les Trachytidae, dont il est le genre type.
Trachytes a pour synonymes :
- Trachinotus Berlese, 1881
- Trachynothus Berlese, 1885
- Trachynotus Kramer, 1876

## Liste des espèces
Selon GBIF (29 juin 2022) :
- Trachytes aegrota (Koch, 1841)
- Trachytes arcuatus Hirschmann & Zirngiebl-Nicol, 1969
- Trachytes balazyi Wisniewski & Hirschmann, 1994
- Trachytes baloghi Hirschmann & Zirngiebl-Nicol, 1969
- Trachytes californica
- Trachytes decui Hutu, 1983
- Trachytes edleri Hutu, 1983
- Trachytes elegans Hirschmann & Zirngiebl-Nicol, 1969
- Trachytes eustructura Hirschmann & Zirngiebl-Nicol, 1969
- Trachytes hiramatsui Hutu, 1983
- Trachytes hirschmanni Hutu, 1973
- Trachytes irenae Pecina, 1969
- Trachytes lambda Berlese & Hutu, 1903
- Trachytes micropunctata Hutu, 1973
- Trachytes minima Trägårdh, 1910
- Trachytes montana Willmann, 1953
- Trachytes mystacinus Berlese, 1910
- Trachytes oudemansi Hirschmann & Zirngiebl-Nicol, 1969
- Trachytes pauperior Berlese, 1914
- Trachytes pecinai Hutu, 1983
- Trachytes pi Berlese, 1910
- Trachytes romanica Hutu, 1983
- Trachytes splendida Hutu, 1973
- Trachytes stammeri Hirschmann & Zirngiebl-Nicol, 1969
- Trachytes tesquorum Pecina, 1978
- Trachytes tubifer Berlese, 1914
- Trachytes vietnamensis
- Trachytes virginiana Kontschán, 2017
- Trachytes wisniewskii Hutu, 1983

Selon l'IRMNG (29 juin 2022) :
- Trachytes adrianaea Hutu, 2000
- Trachytes aegrota (Koch, 1841)
- Trachytes aegrotasimilis Hutu, 2001
- Trachytes aokii Hiramatsu, 1979
- Trachytes arcuatus Hirschmann & Zirngiebl-Nicol, 1969
- Trachytes augusta Hutu, 2000
- Trachytes balazyi Wisniewski & Hirschmann, 1994
- Trachytes baloghi Hirschmann & Zirngiebl-Nicol, 1969
- Trachytes canadiensis Hutu, 2001
- Trachytes decui Hutu, 1983
- Trachytes edleri Hutu, 1983
- Trachytes elegans Hirschmann & Zirngiebl-Nicol, 1969
- Trachytes eustructura Hirschmann & Zirngiebl-Nicol, 1969
- Trachytes hiramatsui Hutu, 1983
- Trachytes hirschmanni Hutu, 1973
- Trachytes hokkaidoensis Hiramatsu, 1980
- Trachytes inermis Trägårdh, 1910
- Trachytes irenae Pecina, 1970
- Trachytes jilinensis Ma, 2001
- Trachytes kaliszewskii Bloszyk & Szymkowiak, 1996
- Trachytes krantzi Hutu, 2001
- Trachytes lambda Berlese, 1904
- Trachytes lindquisti Hutu, 2001
- Trachytes marilynae Hutu, 2001
- Trachytes micropunctata Hutu, 1973
- Trachytes minima Trägårdh, 1910
- Trachytes minimasimilis Masan, 1999
- Trachytes montana Willmann, 1953
- Trachytes mystacinus Berlese, 1910
- Trachytes nortoni Hutu, 2001
- Trachytes onishii Hiramatsu, 1980
- Trachytes oudemansi Hirschmann & Zirngiebl-Nicol, 1969
- Trachytes pauperior Berlese, 1914
- Trachytes pecinai Hutu, 1983
- Trachytes pi Berlese, 1910
- Trachytes romanica Hutu, 1983
- Trachytes splendida Hutu, 1973
- Trachytes stammeni Hirschmann & Zirngiebl-Nicol, 1969
- Trachytes tesquorum Pecina, 1980
- Trachytes traegardhi Hirschmann & Zirngiebl-Nicol, 1969
- Trachytes tuberifer Berlese, 1914
- Trachytes welbourni Moraza, 1989
- Trachytes wisniewskii Hutu, 1983
- Trachytes yinsuigongi Ma, 2001

- Trachytes austeni Hirst, 1923 synonyme de Dinychus austeni (Hirst, 1923)
- Trachytes dubiosa Schweizer, 1961 synonyme de Discourella dubiosa (Schweizer, 1961)
- Trachytes lagenaeformis Berlese, 1904 synonyme de Uroseius lagenaeformis (Berlese, 1904)
- Trachytes sumatrensis Vitzthum, 1921 synonyme de Uroobovella sumatrensis (Vitzthum, 1921)